# 2005 en Chine
2003 en Chine - 2004 en Chine - 2005 en Chine - 2006 en Chine - 2007 en Chine

## Chronologie

### Mars 2005
- Début d'un mouvement anti-japonais  qui se prolonge jusqu'en avril.
- Annonce du rachat par Lenovo de la branche PC d'IBM.

### Juillet 2005
- 21 : fin de l'ancrage du yuan sur le dollar, son cours est désormais déterminé par un panier de monnaies.

### Septembre 2005
- 1er : le typhon Talim atteint la Chine continentale après avoir frappé Taiwan fin août.

### Novembre 2005
- 13 : la catastrophe de l'usine pétrochimique de Jilin provoque une importante pollution aquatique.

### Décembre 2005
- La police réprime les manifestations de Dongzhou, dans le Guangdong.